# Prilep
 Ovo je glavno značenje pojma Prilep. Za druga značenja pogledajte Prilep (razdvojba).
Prilep (makedonski: Прилеп, turski: Pirlepe ili Perlepe) je četvrti grad po veličini u Sjevernoj Makedoniji od 66 246 stanovnika, na sjeveru Pelagonijske ravnice. Prilep je poznat i kao grad legendarnog Kraljevića Marka jer se nalazi ispod ostataka utvrđenog grada zvanog Markovi Kuli.
Sjedište je istoimene Općine Prilep, koja ima 76 768 stanovnika (po popisu iz 2002.).

## Zemljopisne odlike
Prilep se nalazi u sjevernom dijelu Pelagonijske ravnice, gotovo u sredini Sjeverne Makedonije. Kroz Prilep ide magistralna cesta M5 i željeznička pruga za Bitolu.
Prilep je udaljen 128 km od Skoplja, 44 km od Bitole i 32 km od Kruševa.

## Povijest
Iz antičkih vremena postoje ostaci grada makedonskog grada Stiberra, kojeg su kasnije zauzeli Rimljani, a potom razorili Goti 268. godine i koje od tada propada do konačnog napuštanja.
Naselje pod imenom Prilep spomenuto je prvi put 1014. godine kao mjesto gdje je 
car Samuilo doživio srčani udar kad je vidio tisuće svojih osljepljenih vojnika nakon 
poraza poslije Bitke na Belasici (Klaidonu). Iza toga Prilepom 
vlada Drugo bugarsko carstvo, pa potom srednjovijekovni 
srpski vladari. Prilep je prijestolnica mitskog feudalnog vladara 
Kraljevića Marka koji je nastavio vladati u svom gradu i Zapadnoj 
Makedoniji i nakon dolaska Turaka 1371. sve do svoje pogibije 1395.
Od pada pod otomansku vlast Prilep postaje malo provincijsko 
mjesto, sjedište poljoprivrednog kraja. Tu je podignuta neuspjela pobuna protiv 
otomanske vlasti 1564. – 1565. Od XVIII. st. 
počinje se saditi duhan u Prilepskom kraju, koji vremenom postaje dominantna 
kultura. U drugoj polovici XIX. st. po Prilepskom kraju skuplja narodno blago Dimitar Miladinov uz pomoć svojih Prilepskih 
suradnika Rajka Žinzifova i Marka Cepenkova. Ilindenski ustanak imao je 
odjeka i u Prilepskom kraju u kojem su ustanike vodili vojvode Petar Acev i 
Krsto Germov-Šakir.
Nakon Balkanskih ratova Prilep je kao i cijela Vardarska Makedonija podpao pod Kraljevinu Srbiju, a nakon Prvog svjetskog rata pod tadašnju Kraljevinu SHS. 
Za Drugog svjetskog rata u Prilepu je 11. listopada 1941. napadnuta bugarska policijska stanica, taj dan se kasnio uzeo kao službeni dan početka Narodno oslobodilačke borbe u SR Makedoniji.

## Prilepski jezik
Inačica makedonskog jezika - Prilepski dijalekt, iz srca Pelagonije uzet je nakon Drugog svjetskog rata i osnutka Narodne Republike Makedonije kao osnova za standardni makedonski jezik .

## Znamenitosti i kultura
U gradu Prilepu poznati spomenici su;
- Crkva Sv. Nikole iz XIII. st.
- Crkva Sv. Preobraženja
- Rimsko groblje s ostacima zidina, vjerojatno od rimskog naselja Ceramiae kojeg se spominje u spisima Tabula Peutingeriana.

Pored grada nalaze se ostaci sljedećih spomenika; 
- Markovi Kuli, srednjovjekovna utvrda najvjerojatnije podignuta za Bizanta u X. st. te kasnije višekratno obnavljana i rušena. Markovi Kuli su i prirodna formacija stijena neobičnog izgleda, na istim brdima iznad grada.
- Arheološki ostaci antičkog grada Stiberra na brdu Bedem pored sela Čepigovo.
- Crkva Uspenja Bogorodice, iz manastira Treskavec, iz XII. st. nalazi

se u brdima, ispod vrha Zlatovrv na oko 10 km od grada.
- U Prilepu se održava svake godine Međunarodni dječji glazbeni godišnji festival

Asterisks
- Prilep je i grad u kojem se održava tradicionalni Festival profesionalnih kazališta

Makedonije u čast makedonskog teatrologa Vojdana Černodrinskog. 

## Stanovništvo
Po popisu stanovništa iz 2002. grad Prilep imao je 66 246 stanovnika, a njihov etnički sastav bio je sljedeći:
- Makedonci 61.320 92,56%
- Romi        4.372 6,60%
- Srbi          151 0,22%
- Turci         123 0,18%
- Albanci        21 0,03%
- Bošnjaci       17 0,02%
- Vlasi          16 0,02%
- ostali            226 0,34%
- ukupno         66 246

## Poznati sugrađani
- Kraljević Marko (1335. – 1395.), mitski srednjovjekovni junak
- Vlatko Stefanovski, glazbenik
- Metodija Andonov Čento, političar
- Ilija Džuvalekovski (1915. – 2004.), makedonski filmski i kazališni glumac
- Blaže Koneski (1921. – 1993.), makedonski književnik i filolog
- Toše Proeski (1981. – 2007.), makedonski pop pjevac

## Gospodarstvo
Prilep je središte proizvodnje i prerade duhana a najznačajnije poduzeće iz tog sektora je Tutunski kombinat AD Prilep. Mnogi poznati svjetski proizvođači duhana stavljaju i izvjesne količine duhana zvanog Prilep da dobiju posebnu aromu svojih cigareta. 
U Prilepu djeluju i brojni pogoni; metalne, elektroničke (Mikrosam  Arhivirana inačica izvorne stranice od 4. ožujka 2016. (Wayback Machine)), tekstilne, prehrambene
(Pivovara), drvne industrije. Prilep je poznat i po proizvodnji mramora (kamenolom Sivec) zvanog Makedonski Bianco Sivec.

## Zbratimljeni gradovi
- Asenovgrad, Bugarska
- Garfield, Sjedinjene Američke Države

## Vanjske poveznice
Vodič: Prilep na Wikivoyageu
- Službene stranice grada
- Duhanski Institut Prilep  Arhivirana inačica izvorne stranice od 19. kolovoza 2008. (Wayback Machine)
- Prilep na stranicama Cyber Macedonia  Arhivirana inačica izvorne stranice od 27. travnja 2005. (Wayback Machine)
- Međunarodni dječji festival Asterisks, Prilep  Arhivirana inačica izvorne stranice od 14. svibnja 2006. (Wayback Machine)